# 河戸光彦
河戸 光彦（かわと てるひこ、1953年10月23日 - ）は、日本の官僚。会計検査院事務総長や、会計検査院長を務めた。退官後、会計検査院顧問、凸版印刷監査役、インテック顧問。

## 人物・経歴

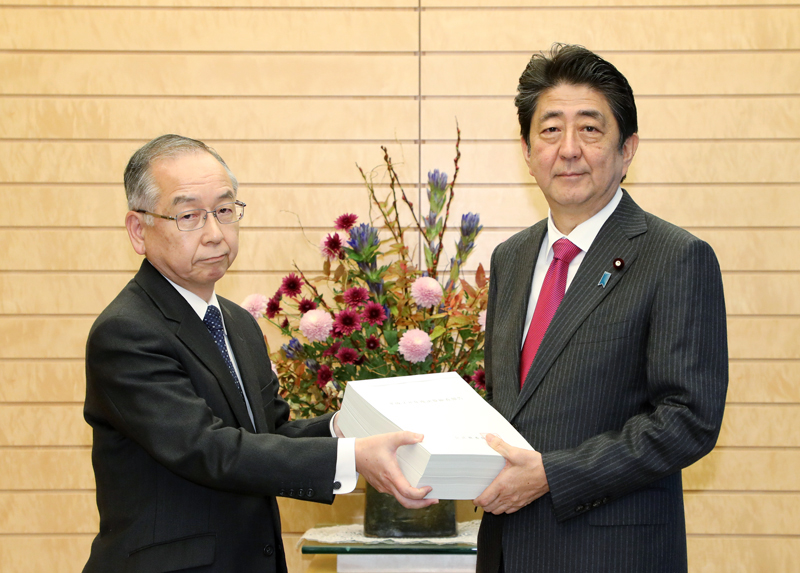
2017年11月8日、会計検査院平成28年度決算検査報告手交にて内閣総理大臣安倍晋三と

山口県生まれ。1976年東京大学法学部卒業、会計検査院事務総局入局。2007年会計検査院事務総長官房総括審議官。2008年会計検査院事務総局第三局長。2009年会計検査院事務総局次長。2010年会計検査院事務総長。2013年検査官。同年会計検査院長。森友学園問題では、財務省による改竄を見逃していたことが発覚し、「大いに反省している」と謝罪を行った。2018年定年退官、会計検査院顧問。2019年株式会社インテック顧問。2022年凸版印刷監査役。2023年秋の叙勲で瑞宝大綬章を受章。